# Jean-Luc Moudenc
Jean-Luc Moudenc (født 19. juli 1960 i Toulouse) er en konservativ fransk politiker. Han har været borgmester i Toulouse siden 2004. Moudenc tilhører partiet Union pour un Mouvement Populaire.
Moudenc er uddannet ved det samfundsvidenskabelige universitet i Toulouse og gik ud i 1984. Efter studierne tog han job som journalist, samtidig som han gik ind i lokalpolitik. 